# Camogie
Il camogie (gael. camógaíocht) è uno sport di squadra giocato su un campo rettangolare con bastone e palla. Praticato esclusivamente da donne, ciascuna squadra è formata da 15 giocatrici; questo sport è simile all'hurling, riservato agli uomini.
Lo sport è organizzato e gestito dalla Camogie Association, indipendente dalla famosa Gaelic Athletic Association (GAA) con cui coopera e mantiene dei collegamenti piuttosto marcati.

## Il gioco
Le giocatrici di camogie usano un “camán”, una lunga racchetta di frassino, a base larga, con cui viene colpita la palla. Usano questo bastone per tirare la palla verso la porta avversaria o per passarla a una compagna della stessa squadra. Si può prendere la palla e correre con essa non oltre cinque passi prima di tirarla.
Si segna in una porta a forma di “H”, posta all'estremità della squadra avversaria. Un gol realizzato sotto la barra dell'H equivale a tre punti, mentre al di sopra della barra vale un punto.
Le partite di camogie si giocano su un campo lungo da 130 m a 145 m e largo da 80 m a 90 m come un campo da hurling.

## Diffusione
Le origini ufficiali del camogie risalgono al 17 luglio 1904, quando venne giocata la prima partita tra Craobh a'Cheithnigh e Cúchulainn. Attualmente questo sport viene giocato da oltre 100.000 ragazze, iscritte in 536 club, soprattutto in Irlanda, ma anche in Europa, Nord America, Asia e Australasia.
Il campionato annuale irlandese di camogie, al quale partecipano squadre delle 32 provincie irlandesi e alcune estere, viene seguito da oltre 35.000 spettatori e trasmesso dalla TV nazionale dell'Irlanda.